# Kis-Sváb-hegy
A Kis-Sváb-hegy, vagy régebben használt nevén Martinovics-hegy a Budai-hegységben, Budapest XII. kerületében található, a János-hegy tömbjének egyik, északkeleti irányban kinyúló előhegye. Oldala minden irányból sűrűn beépült, csak a tető körüli közel egy hektáros területen őrződött meg többé-kevésbé bolygatatlanul az eredeti élővilág, a hegynek ez a része természetvédelmi oltalom alatt áll.

## Elnevezése, nevének eredete
1950-ig Kis-Sváb-hegynek hívták, akkor nevezték át Martinovics-hegynek, Martinovics Ignác után. 1991-ben visszakeresztelték korábbi nevére, a hegy lejtőinek többségét magában foglaló – nagyjából a Pethényi út–Bíró utca–Ráth György utca–Kékgolyó utca–Istenhegyi út által közrefogott – terület, mint városrész pedig megkapta a Kissvábhegy nevet. A Kis-Sváb-hegy elnevezést a közelében emelkedő, nála magasabb Sváb-hegyhez való méretbeli és földrajzi viszonya indokolta, a Martinovics-hegy névválasztás oka pontosan nem ismert, de bizonyára összefügg azzal, hogy a Magyar jakobinus mozgalom vezetőit a hegy lábánál elterülő Vérmezőn végezték ki és a közelben egykor létezett kútvölgyi temetőben hantolták el.

## Megközelítése
A hegy megközelítése Budapest minden pontjáról igen könnyű, hiszen csúcsa légvonalban alig egy kilométerre helyezkedik el a Déli pályaudvartól, valamint az M2-es metróvonal Széll Kálmán téri állomásától és a Déli pályaudvari végállomástól. Aki szeretné a metró, vagy az erre közlekedő villamosok megállói és a hegycsúcs közötti szintkülönbség nagyját is közösségi közlekedéssel leküzdeni, az a 39-es buszt, illetve a 21-es (21, 21A, 221, 990) és a 212-es buszcsalád 212, 212A, 212B) valamelyik járatát választhatja: a 39-esről a Határőr út megállónál vagy a Goldmark Károly utcai végállomáson, az utóbbiakról pedig a Szent Orbán tér vagy a Pethényi út megállóhelyek valamelyikén érdemes leszállni.

## Története
A hegy környezete már a Római Birodalom idején lakott lehetett, erre utal egy itt talált, ebből az időszakból származó kőkoporsó, mely felfedezése után az Aquincumi Múzeumba került, és megtalálását megelőzően feltehetőleg szőlőpréskádként használhatták, hiszen az újkorban a területen, a Buda környéki hegyek túlnyomó részéhez hasonlóan több évszázadon keresztül szőlőtermesztés zajlott, egészen addig, amíg a filoxéra inváziója tönkre nem tette úgyszólván az egész budai borvidéket.
A 258 méteres magaslatról jól rá lehet látni a közeli budai Várhegyre, így a hagyomány szerint 1686. szeptember 2-án, Buda visszavételekor a sváb tüzérség innen adta meg a jelet az utolsó, mindent eldöntő rohamra. Egyes források szerint a hegy jelenlegi neve is innen eredeztethető.
Az 1930-as évek második felében a légvédelmi tüzérség vette birtokba az akkor még a mainál sokkalta kevésbé beépített környezetű hegyet, ahol több bunkert is létesítettek. Ezek nyomai, ugyanebből az időszakból származó kerítésmaradványokkal együtt néhol még felfedezhetők a területen.
1973-ban Kalmár László kezdeményezte egy természetvédelmi közpark létesítését a hegyen, ami végül 1976-ban valósult meg, társadalmi összefogással, a Martinovics-hegyi intézőbizottság, az Országos Környezet- és Természetvédelmi Hivatal, a XII. kerületi tanács végrehajtó bizottsága és Dégen Imre nyugalmazott államtitkár irányításával. A tervező Killer István, a Fővárosi Kertészeti Vállalat (FŐKERT) kertészmérnöke volt, a park védnökségét a kerületi KISZ-bizottság vállalta, a kivitelezésben pedig a Magyar Iparművészeti Főiskola két tanszékének diákjai is részt vettek. A munkák során fagerendákból összeállított lépcsők és kiépített sétautak létesültek, utóbbiak mellett több helyütt korlátot is építettek, mert a hegy északi oldala néhol elég meredeken szakad le a csúcs körüli kisebb fennsík pereme felől. A park avatásakor minderről emléktáblát is állítottak, amely ma is megtalálható.

## Természeti értékei
A hegy többé-kevésbé eredeti növényzettel borított csúcsa és a csúcs körüli, 0,88 hektáros terület természetvédelmi oltalom alatt áll, természetvédelmi kezelője a Duna–Ipoly Nemzeti Park. A területen megtalálható még az eredeti sziklagyep-vegetáció néhány jellemző növénye (köztük több védett faj is), mint pl. a tarka nőszirom, a leánykökörcsin, a hegyi árvalányhaj, a kis télizöld, a csillaghúr, a sömörös kosbor vagy az orvosi tüdőfű.
A hegy északi részén lévő egykori kőfejtő körülbelül 15 méter magas, függőleges sziklafalának tövében, 210 méteres tengerszint feletti magasságban található a messziről is látható, hasadékszerű bejárattal nyíló Martinovics-hegyi-kristályfülke, régebbi nevén Kristály-barlang. Az üreg, amely egyetlen, mintegy 2 méteres hosszúságú, 1 méter körüli szélességű és 4 méter magas hasadékból áll, korábban ásványkiválásairól volt híres, de az ásványgyűjtők az 1930-as évekbeli felfedezése óta eltelt évtizedekben jelentősen megrongálták, egyes részein pedig az egykori tulajdonosok egyike kátránnyal kente le a kristálykiválásokat, szintén a gyűjtők távol tartása céljából.
A hegy kőfejtőjén engedélyezett a sziklamászás, a természetvédelmi területekre vonatkozó szabályok betartása mellett. A kőfejtőben 2015-ben információs táblát is elhelyeztek a bányával kapcsolatos tudnivalókról és a mászóutakról. Néhány mászóút az elnevezésével Erőss Zsolt illetve Kiss Péter hegymászóknak állít emléket.

## Galéria

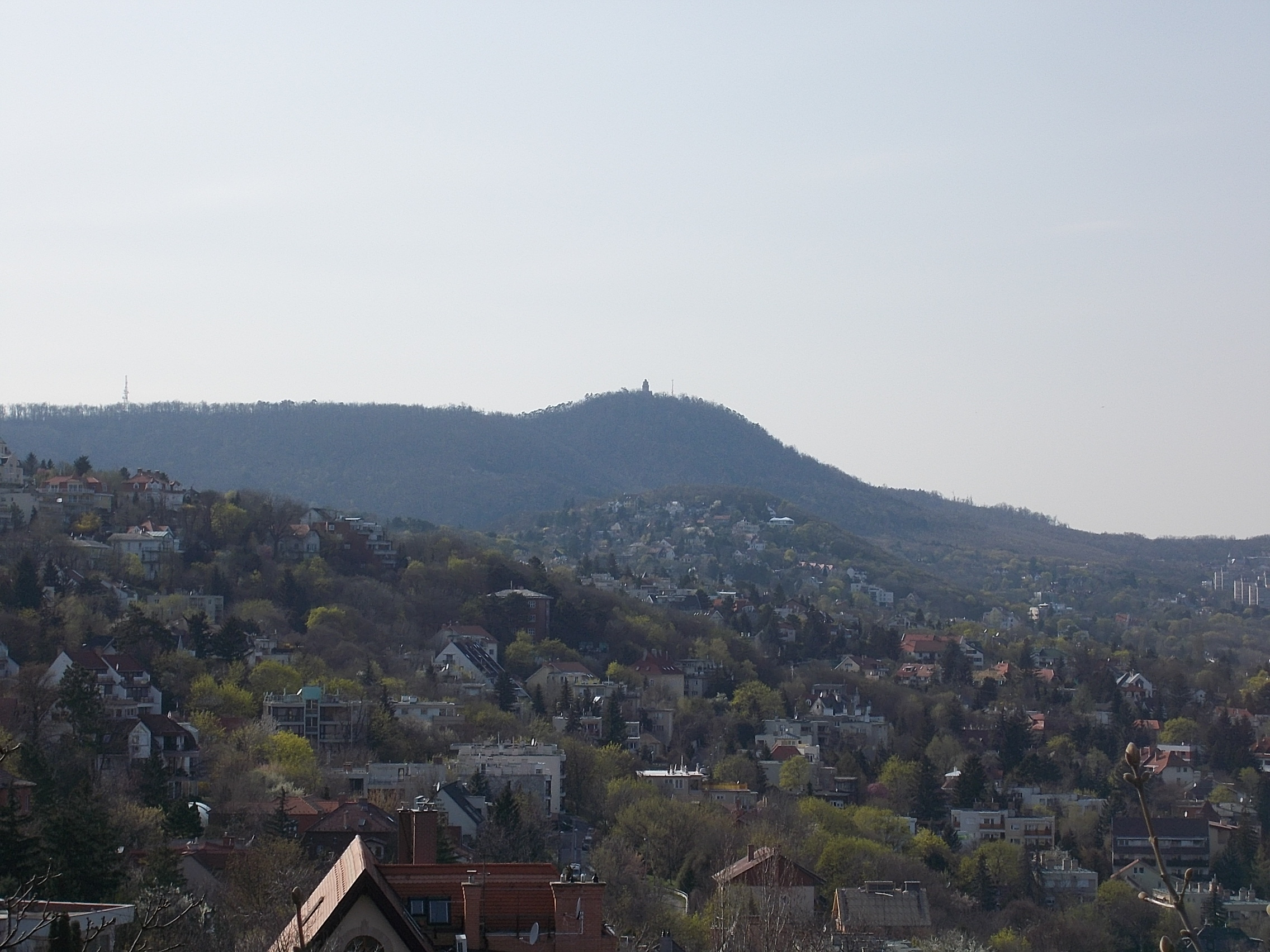
A Diós-árok felett Kútvölgy városrész házai láthatók, mögötte pedig a János-hegy magasodik
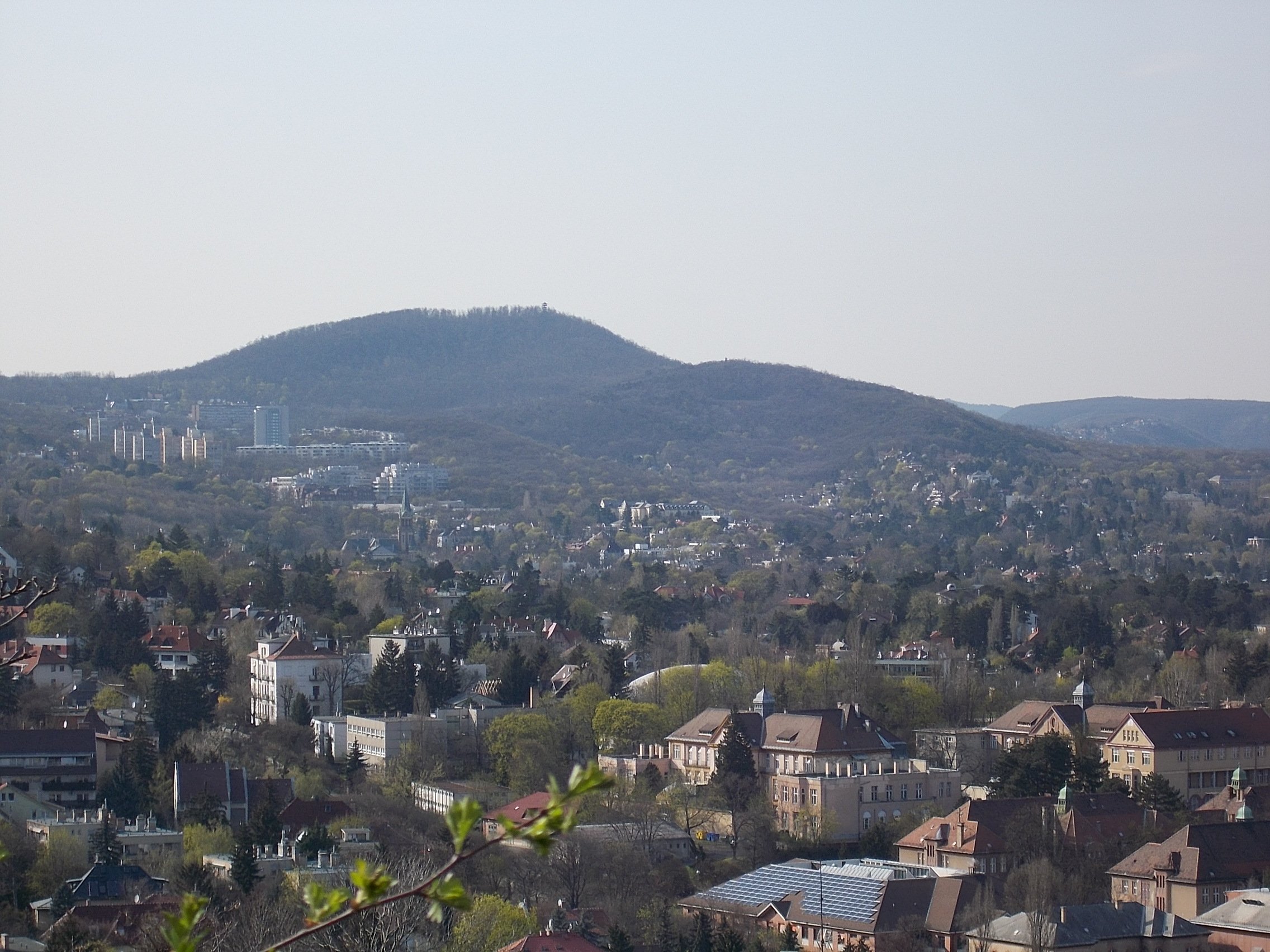
Kútvölgyön túl a Kuruclesi-völgy, mogöttük pedig a Nagy- és a Kis-Hárs-hegy is felismerhető
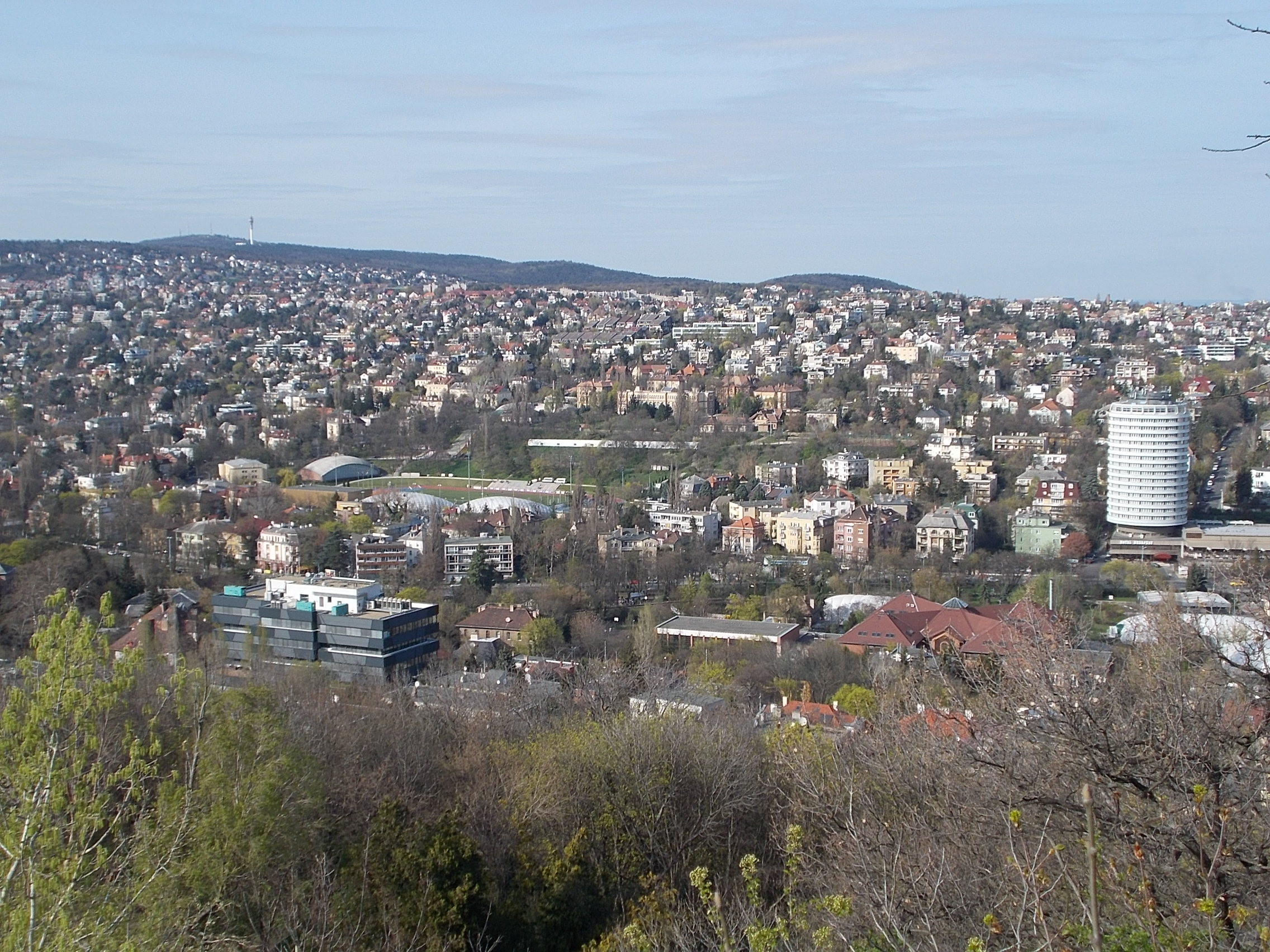
Az Ördög-árok völgyében a Városmajor zöldellik, fölött Pasarét és Törökvész terül el, jobb oldalon a Körszálló magasodik
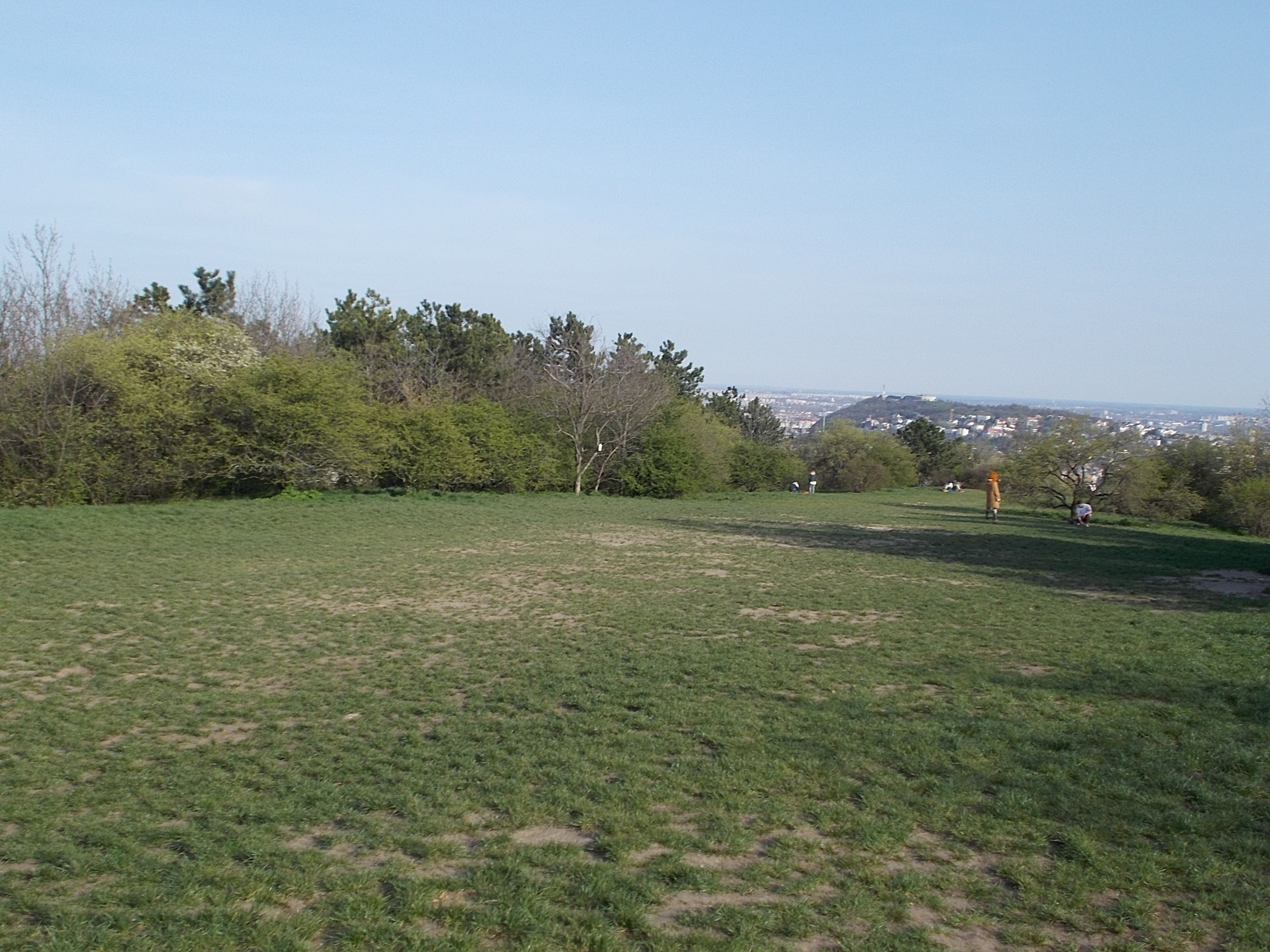
Park a hegy tetején (a háttérben a Gellért-hegy)
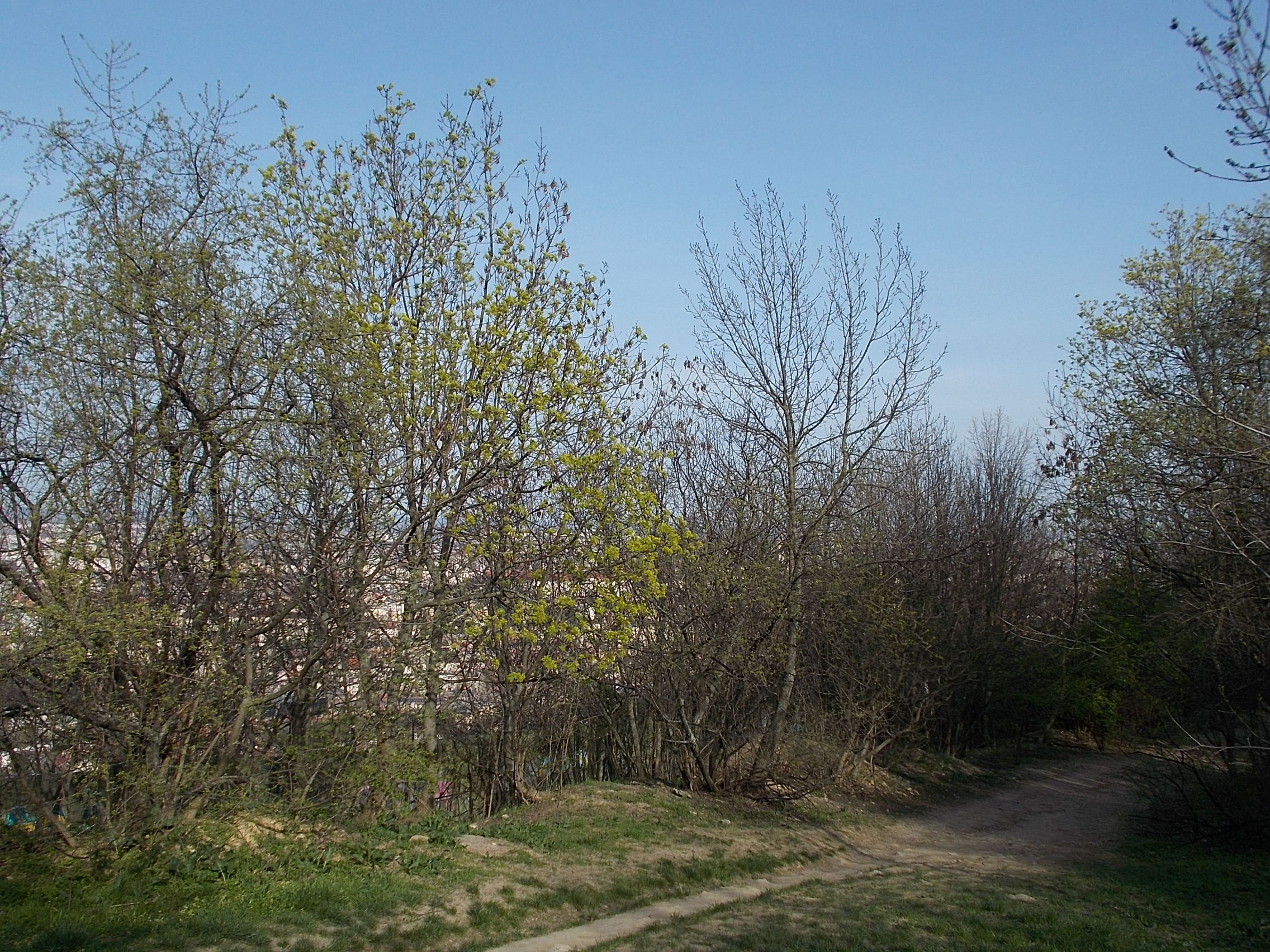
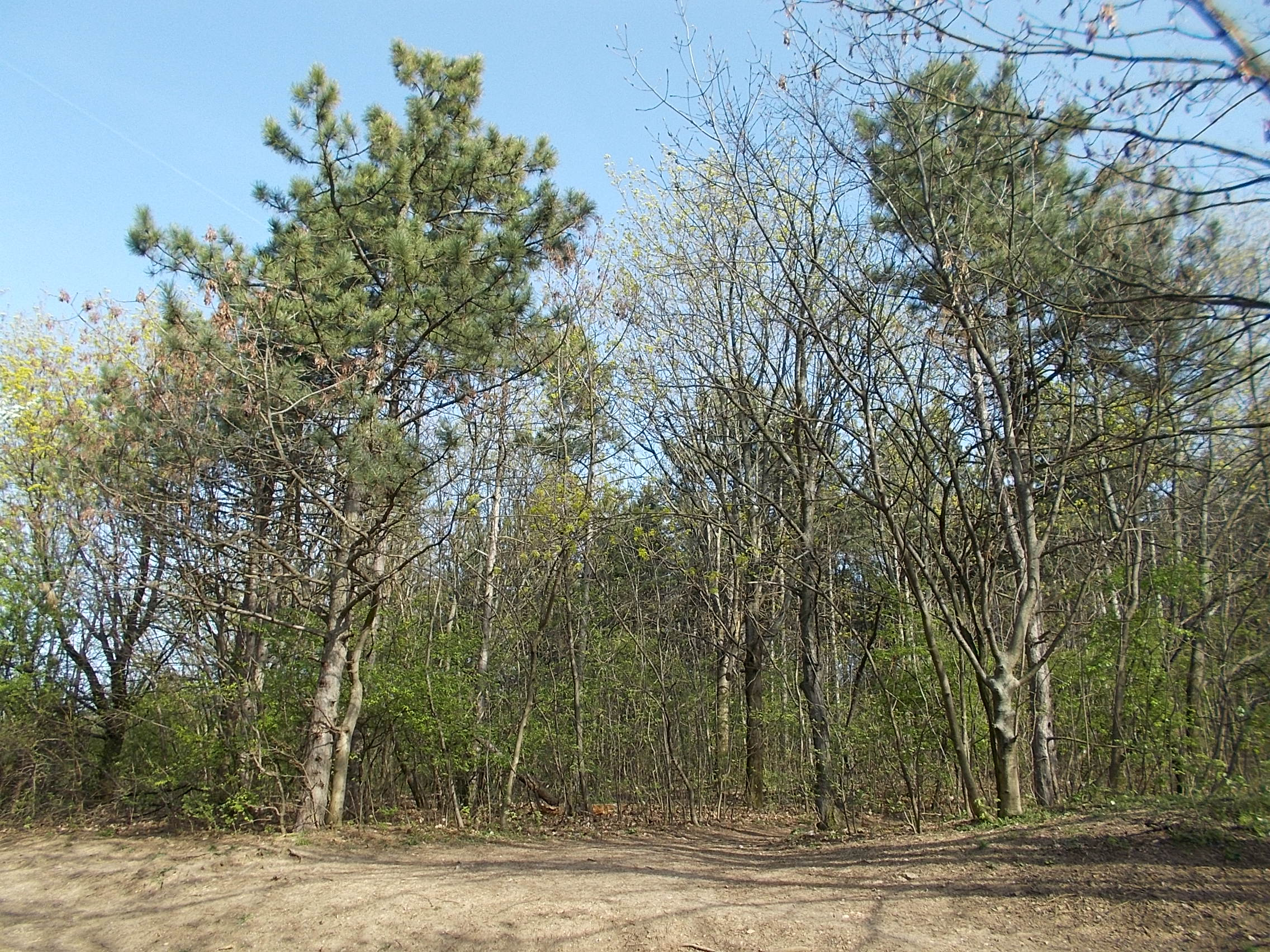
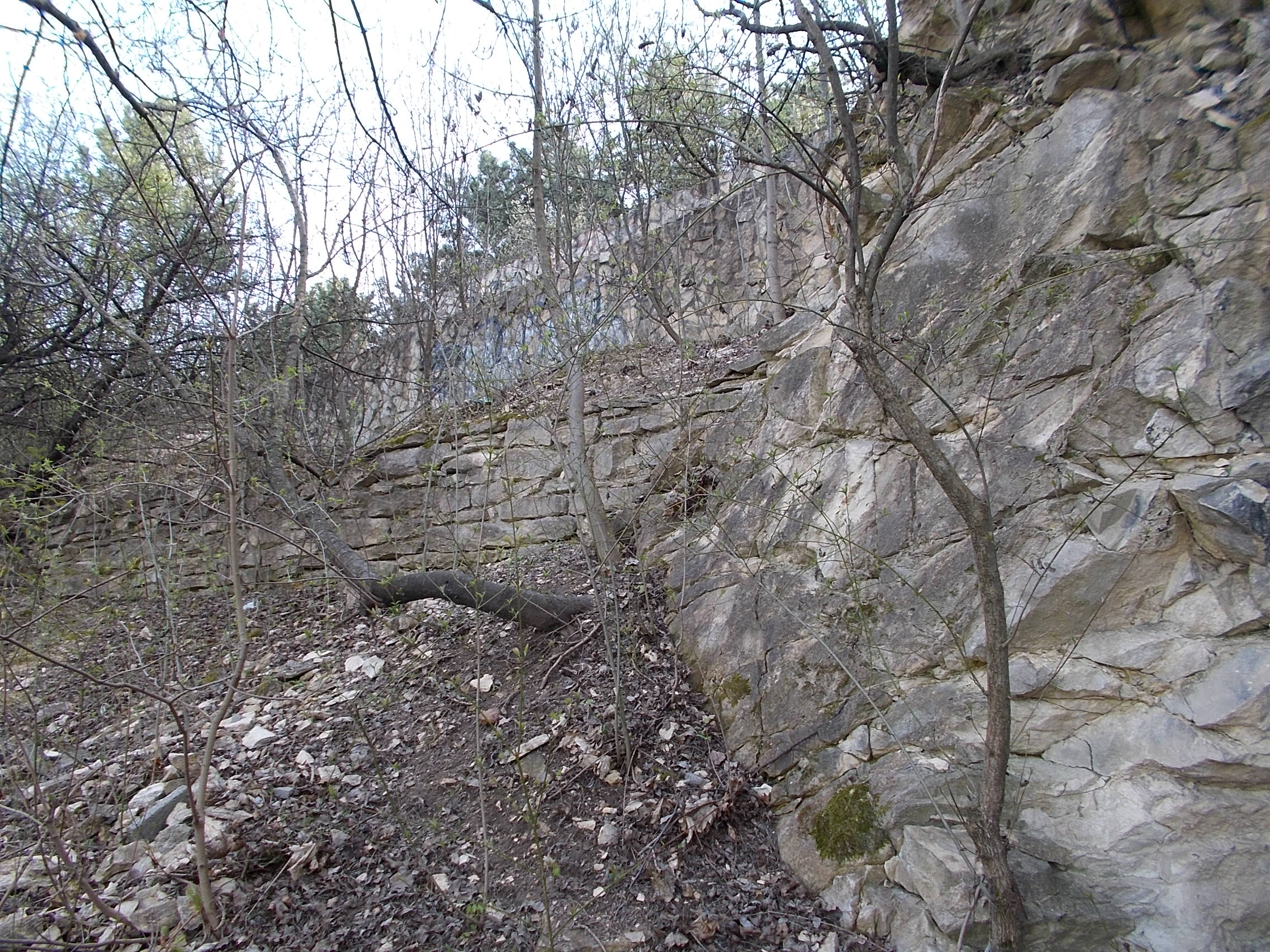
Meredek sziklafal a hegy északi oldalán